# Zdenek Pouzar
Zdenek Pouzar est un mycologue tchèque, né le 13 avril 1932 à Říčany et mort le 4 juin 2023. Il travaille principalement sur la taxinomie des Polyporaceae.

## Biographie
Zdenek Pouzar nait le 13 avril 1932 à Říčany où ses parents sont enseignants. En 1936, la famille déménage à Prague, ville où il vit depuis. Son père est assassiné en 1945 par l'occupant allemand pour fait de résistance. Intéressé par la mycologie dès son adolescence, il publie son premier article dans la revue Ceská Mykologie en 1950. Après avoir terminé son  gymnázium en 1952, il intègre les rangs de la faculté de biologie de l'université Charles où il étudie la mycologie et la phytopathologie. Il présente sa thèse sur la taxonomie des espèces tchécoslovaques de la famille des Coniophoraceae en 1957.
Après avoir travaillé dans l'entreprise nationale de sélection et d'élevage de 1957 à 1961, il rejoint le Laboratoire géobotanique de Průhonice. Il publie seul ou indépendamment plus de 300 articles. En 1972, avec František Kotlaba, il a marqué l'histoire de la taxinomie en définissant les familles des Entolomataceae et des Pluteaceae, dans Ceská Mykologie. Un plutée lui a d'ailleurs été dédié : Pluteus pouzarianus Singer.